# Caral
Caral är en stor arkeologisk fyndplats i dalgången Supe, nära samhället Supe, i provinsen Barranca, Peru, ungefär 200 km norr om Lima. 2009 togs Caral upp på Världsarvslistan.

## Utgrävningar
Forskningsarbetet i den heliga staden Caral, har skett sedan 1994 under ledning av arkeologen Ruth Shady, chef för Caral Archaeological Zone (ZAC). Man har lyckats identifiera, mellan Supe-dalen och Huaura, 25 bosättningar som tillhörande Caral-Supe-civilisationen.
La Ciudad Sagrada drar uppmärksamheten till sig tack vare de monumentala pyramidbyggnaderna, såsom Edificio Piramidal Mayor, som är mer än 29 meter hög. Den byggdes i terrassform, gjorda av stenar som hölls samman med lera och grusbruk, och har ett nedsänkt cirkulärt torg. Deras salar och rum var utförda av quincha. För putsning och målning applicerade de leror i olika färger: gul, vit, röd och beige.

## Historia
Caral beboddes mellan ungefär 3000 f.Kr. och 1600 f.Kr., och omfattar en yta av 66 hektar. Caral har av sina utgrävare beskrivits som den äldsta stadsbyggnaden i Nya världen.  Man beräknar att där har bott mer än 3 000 invånare som bildat basen för Caral-Supe-civilisationen, som spreds över flera bosättningar längs den peruanska kusten.
Pyramiderna i Caral byggdes så tidigt som omkring 2600 f.Kr.. Uppförandet av byggnaderna beräknar man har fortsatt till cirka 2000 f.Kr.. Detta gör dem i ålder jämförbara med pyramiderna i Giza i Egypten, som byggdes mellan 2600 och 2480 f.Kr..
Caralkulturen efterföljdes av Chavinkulturen 900 f.Kr.
Den arkeologiska platsen upptar en ungefärlig yta på 66 hektar och består av ett kärnområde med 32 offentliga byggnader och flera bostadskomplex och två perifera områden, varav ett gränsar till Supedalen.